# Jen Cloher
Jen Cloher (Adelaide, 9 ottobre 1973) è una cantautrice australiana.

## Biografia
Nel 2006 è stato pubblicato il disco Dead Wood Falls, accreditato agli Jen Cloher and the Endless Sea, grazie al quale la cantante ha ottenuto una candidatura agli ARIA Music Awards 2006 nella categoria Miglior artista femminile. Ad agosto 2013 ha collaborato con Mia Dyson e Liz Stringer per un EP intitolato Dyson, Stringer & Cloher, in occasione del quale si sono esibite in oltre 40 concerti a livello nazionale. Le tre si sono in seguito riunite per un ulteriore album, accompagnato da un tour, nel 2019.
Ad agosto 2017 è uscito un album solista eponimo della cantante, acclamato dalla critica, che ha raggiunto la 5ª posizione della ARIA Albums Chart e che è stato candidato all'Australian Music Prize.

## Discografia

### Album
- 2006 – Dead Wood Falls (accreditato agli Jen Cloher and the Endless Sea)
- 2009 – Hidden Hands (accreditato agli Jen Cloher and the Endless Sea)
- 2012 – In Blood Memory
- 2017 – Jen Cloher
- 2019 – Dyson, Stringer Cloher (accreditato alle Dyson, Stringer & Cloher)
- 2023 – I Am the River, the River Is Me

### Raccolte
- 2018 – B Sides and Rarities

### EP
- 2001 – Movement Involves Danger
- 2005 – Permanent Marker
- 2009 – Limited Edition Tour
- 2012 – Baby We Were Born to Die
- 2013 – Dyson, Stringer & Cloher (accreditato alle Dyson, Stringer & Cloher)
- 2018 – Live at the Loft and Loews
- 2018 – Jen Cloher on Audiotree Live

### Singoli
- 2005 – Rain
- 2009 – Eden With My Eve (accreditato agli Jen Cloher and the Endless Sea)
- 2012 – Call If You Need Me (con Kieran Ryan)
- 2012 – Mont Beauty
- 2013 – Toothless Tiger
- 2013 – Hold My Hand
- 2014 – Stone Age Brain (feat. Tim Rogers)
- 2015 – Needle in the Hay
- 2017 – Forgot Myself
- 2017 – Regional Echo
- 2017 – Strong Woman
- 2019 – Falling Clouds (accreditato alle Dyson, Stringer & Cloher)
- 2019 – Believer (accreditato alle Dyson, Stringer & Cloher)